# Josh Andrés Rivera
Josh Andrés Rivera, född 1 maj 1995 i New York, är en amerikansk skådespelare.
Rivera har bland annat medverkat i filmerna West Side Story, Cat Person, The Hunger Games: The Ballad of Songbirds & Snakes.

## Filmografi (i urval)
- 2021 – West Side Story
- 2023 – Cat Person
- 2023 – The Hunger Games: The Ballad of Songbirds & Snakes